# (79240) Rosanna
(79240) Rosanna est un astéroïde de la ceinture principale.

## Description
(79240) Rosanna est un astéroïde de la ceinture principale. Il fut découvert le 26 août 1994 à Farra d'Isonzo par l'observatoire astronomique de Farra d'Isonzo. Il présente une orbite caractérisée par un demi-grand axe de 2,34 UA, une excentricité de 0,18 et une inclinaison de 2,6° par rapport à l'écliptique.

## Compléments